# 千葉県第13区
千葉県第13区（ちばけんだい13く）は、日本の衆議院議員総選挙における選挙区。2002年公職選挙法改正による区割りの変更で新設。

## 区域

### 現在の区域
2022年（令和4年）公職選挙法改正以降の区域は以下のとおりである。柏市の旧沼南町域と我孫子市が入れ替わり8区との間に調整が行われたほか、一部（船橋市内）が4区と新設の14区に転出した。
- 我孫子市
- 鎌ケ谷市
- 印西市
- 白井市
- 富里市
- 印旛郡

### 2017年から2022年までの区域
2017年（平成29年）公職選挙法改正から2022年の小選挙区改定までの区域は以下のとおりである。船橋市の一部が4区から移行した。
- 船橋市[5]
  - 二和・豊富の各出張所管内
  - 船橋駅前総合窓口センター管内の丸山1〜5丁目
- 柏市（旧沼南町域）
- 鎌ケ谷市
- 印西市
- 白井市
- 富里市
- 印旛郡

### 2013年から2017年までの区域
2013年（平成25年）公職選挙法改正から2017年の小選挙区改定までの区域は以下のとおりである。船橋市の一部が4区から移行した。
- 船橋市
  - 二和・豊富の各出張所管内
- 柏市（旧沼南町域）
- 鎌ケ谷市
- 印西市
- 白井市
- 富里市
- 印旛郡

### 2013年以前の区域
2002年（平成14年）公職選挙法改正から2013年の小選挙区改定までの区域は以下のとおりである。鎌ケ谷市はもともと6区、沼南町は8区、印西市・白井市・富里市・印旛郡は9区に属していた。
- 鎌ケ谷市
- 印西市
- 白井市
- 富里市
- 東葛飾郡
  - 沼南町
- 印旛郡

## 歴史
千葉県北西部の手賀・印旛地域を中心に構成されている。旧東葛飾郡地域にあたる鎌ヶ谷市と我孫子市は京成松戸線や北総線、東武野田線、常磐線などが走っており、ベッドタウンとしての性格が濃い一方、印旛郡地域にあたる白井市・印西市から東部の富里市や印旛郡栄町、酒々井町などは、一部が千葉ニュータウンとなっているが、大部分はのどかな田園風景が広がっている。そのため、東京にも近く、国道6号、国道16号、国道356号や464号、県道8号と59号が走っているなど千葉県内の交通の要所でもあることから人口の多い西部が大票田となり、設置されてしばらくは自民党の実川幸夫と民主党の若井康彦が激しい選挙戦を繰り広げていた。2012年以降は自民党の白須賀貴樹が連続3選し、第48回では立憲民主党の宮川伸が比例復活を果たして初当選していた。
2021年、白須賀は新型コロナウイルスによる緊急事態宣言下の夜に会員制高級ラウンジを通っていた事が週刊文春で報じられ第49回衆議院議員総選挙は出馬せずに引退を表明し、自民党は日本医科大学救急医学教授で日本でのドクターヘリによるヘリコプター救急の第一人者でもある松本尚を擁立。選挙戦では宮川の比例復活を許さずに初当選を果たした。第50回衆議院議員総選挙では宮川に僅差まで迫られ比例復活を許したものの松本が勝利した。
なお、前述のとおり、本区は様々な選挙区に属していた地域で構成されているため、大変いびつな形をしており、例えば、最西端の鎌ヶ谷市や手賀沼に面している我孫子市と印旛沼に近い酒々井町や最東端の富里市との関係は深くなく、さらには印西市は酒々井町に面しているもののその範囲は狭く、人口比などから無理やりくっつけてできたような選挙区である。
さらに、これまでに本区で当選した実川は成田市出身、若井は佐倉市生まれの市川市出身、白須賀は流山市出身、松本は石川県金沢市出身と本区出身者の当選者は一人も出ていない。比例で復活当選した経験のある宮川伸は岐阜県岐阜市出身、椎木保も東京都江戸川区生まれの茨城県鹿嶋市出身であった。また、設置される前、実川は隣接する9区で活動していたほか、若井・白須賀は参議院選挙に出馬し落選してから本区で活動している。

## 小選挙区選出議員
| 選挙名                 | 年     | 当選者     | 党派       |
| ---------------------- | ------ | ---------- | ---------- |
| 第43回衆議院議員総選挙 | 2003年 | 実川幸夫   | 自由民主党 |
| 第44回衆議院議員総選挙 | 2005年 | 実川幸夫   | 自由民主党 |
| 第45回衆議院議員総選挙 | 2009年 | 若井康彦   | 民主党     |
| 第46回衆議院議員総選挙 | 2012年 | 白須賀貴樹 | 自由民主党 |
| 第47回衆議院議員総選挙 | 2014年 | 白須賀貴樹 | 自由民主党 |
| 第48回衆議院議員総選挙 | 2017年 | 白須賀貴樹 | 自由民主党 |
| 第49回衆議院議員総選挙 | 2021年 | 松本尚     | 自由民主党 |
| 第50回衆議院議員総選挙 | 2024年 | 松本尚     | 自由民主党 |

## 選挙結果
時の内閣：第1次石破内閣 解散日：2024年10月9日 公示日：2024年10月15日
当日有権者数：41万7408人 最終投票率：54.02%（前回比：0.47%） （全国投票率：53.85%（2.08%））
| 当落 | 候補者名   | 年齢 | 所属党派   | 新旧 | 得票数   | 得票率 | 惜敗率 | 推薦・支持 | 重複 |
| ---- | ---------- | ---- | ---------- | ---- | -------- | ------ | ------ | ---------- | ---- |
| 当   | 松本尚     | 62   | 自由民主党 | 前   | 96,024票 | 43.77% | ――     | 公明党推薦 | ○    |
| 比当 | 宮川伸     | 54   | 立憲民主党 | 元   | 92,501票 | 42.16% | 96.33% |            | ○    |
|      | 中谷めぐみ | 43   | 参政党     | 新   | 19,582票 | 8.93%  | 20.39% |            |      |
|      | 柏崎末人   | 77   | 日本共産党 | 新   | 11,287票 | 5.14%  | 11.75% |            |      |

時の内閣：第1次岸田内閣 解散日：2021年10月14日 公示日：2021年10月19日
当日有権者数：41万6857人 最終投票率：54.49%（前回比：3.7%） （全国投票率：55.93%（2.25%））
| 当落 | 候補者名 | 年齢 | 所属党派     | 新旧 | 得票数    | 得票率 | 惜敗率 | 推薦・支持 | 重複 |
| ---- | -------- | ---- | ------------ | ---- | --------- | ------ | ------ | ---------- | ---- |
| 当   | 松本尚   | 59   | 自由民主党   | 新   | 100,227票 | 45.07% | ――     | 公明党推薦 | ○    |
|      | 宮川伸   | 51   | 立憲民主党   | 前   | 79,687票  | 35.83% | 79.51% |            | ○    |
|      | 清水聖士 | 60   | 日本維新の会 | 新   | 42,473票  | 19.10% | 42.38% |            | ○    |

時の内閣：第3次安倍第3次改造内閣 解散日：2017年9月28日 公示日：2017年10月10日
当日有権者数：41万959人 最終投票率：50.79%（前回比：0.11%） （全国投票率：53.68%（1.02%））
| 当落 | 候補者名   | 年齢 | 所属党派   | 新旧 | 得票数   | 得票率 | 惜敗率 | 推薦・支持 | 重複 |
| ---- | ---------- | ---- | ---------- | ---- | -------- | ------ | ------ | ---------- | ---- |
| 当   | 白須賀貴樹 | 42   | 自由民主党 | 前   | 93,081票 | 45.84% | ――     | 公明党     | ○    |
| 比当 | 宮川伸     | 47   | 立憲民主党 | 新   | 57,431票 | 28.28% | 61.70% |            | ○    |
|      | 水野智彦   | 61   | 希望の党   | 元   | 31,887票 | 15.70% | 34.26% |            | ○    |
|      | 斉藤和子   | 43   | 日本共産党 | 前   | 20,679票 | 10.18% | 22.22% |            | ○    |

- 斉藤は第47回は千葉4区から出馬したが、区割り変更に伴い同選挙区に国替えとなった。

時の内閣：第2次安倍改造内閣 解散日：2014年11月21日 公示日：2014年12月2日
当日有権者数：38万8076人 最終投票率：50.90%（前回比：7.24%） （全国投票率：52.66%（6.66%））
| 当落 | 候補者名   | 年齢 | 所属党派   | 新旧 | 得票数   | 得票率 | 惜敗率 | 推薦・支持 | 重複 |
| ---- | ---------- | ---- | ---------- | ---- | -------- | ------ | ------ | ---------- | ---- |
| 当   | 白須賀貴樹 | 39   | 自由民主党 | 前   | 96,294票 | 50.90% | ――     | 公明党推薦 | ○    |
|      | 若井康彦   | 68   | 民主党     | 前   | 64,725票 | 34.22% | 67.22% |            | ○    |
|      | 中川勝敏   | 68   | 日本共産党 | 新   | 28,147票 | 14.88% | 29.23% |            |      |

時の内閣：野田第3次改造内閣 解散日：2012年11月16日 公示日：2012年12月4日
当日有権者数：32万9571人 最終投票率：58.14%（前回比：7.92%） （全国投票率：59.32%（9.96%））
| 当落 | 候補者名   | 年齢 | 所属党派     | 新旧 | 得票数   | 得票率 | 惜敗率 | 推薦・支持     | 重複 |
| ---- | ---------- | ---- | ------------ | ---- | -------- | ------ | ------ | -------------- | ---- |
| 当   | 白須賀貴樹 | 37   | 自由民主党   | 新   | 75,152票 | 41.02% | ――     | 公明党推薦     | ○    |
| 比当 | 若井康彦   | 66   | 民主党       | 前   | 50,666票 | 27.66% | 67.42% | 国民新党推薦   | ○    |
| 比当 | 椎木保     | 46   | 日本維新の会 | 新   | 40,471票 | 22.09% | 53.85% | みんなの党推薦 | ○    |
|      | 佐竹知之   | 67   | 日本共産党   | 新   | 13,769票 | 7.52%  | 18.32% |                |      |
|      | 古川裕三   | 30   | 幸福実現党   | 新   | 3,134票  | 1.71%  | 4.17%  |                |      |

時の内閣：麻生内閣 解散日：2009年7月21日 公示日：2009年8月18日
当日有権者数：32万1969人 最終投票率：66.06%（前回比：0.35%） （全国投票率：69.28%（1.77%））
| 当落 | 候補者名 | 年齢 | 所属党派   | 新旧 | 得票数    | 得票率 | 惜敗率 | 推薦・支持 | 重複 |
| ---- | -------- | ---- | ---------- | ---- | --------- | ------ | ------ | ---------- | ---- |
| 当   | 若井康彦 | 63   | 民主党     | 元   | 118,062票 | 57.02% | ――     |            | ○    |
|      | 実川幸夫 | 65   | 自由民主党 | 前   | 80,573票  | 38.91% | 68.25% |            | ○    |
|      | 石井裕朗 | 42   | 幸福実現党 | 新   | 4,293票   | 2.07%  | 3.64%  |            |      |
|      | 橘謙造   | 60   | 無所属     | 新   | 4,127票   | 1.99%  | 3.50%  |            | ×    |

時の内閣：第2次小泉改造内閣 解散日：2005年8月8日 公示日：2005年8月30日
当日有権者数：30万5244人 最終投票率：65.71%（前回比：7.64%） （全国投票率：67.51%（7.65%））
| 当落 | 候補者名 | 年齢 | 所属党派   | 新旧 | 得票数    | 得票率 | 惜敗率 | 推薦・支持 | 重複 |
| ---- | -------- | ---- | ---------- | ---- | --------- | ------ | ------ | ---------- | ---- |
| 当   | 実川幸夫 | 61   | 自由民主党 | 前   | 106,994票 | 54.41% | ――     |            | ○    |
|      | 若井康彦 | 59   | 民主党     | 前   | 75,909票  | 38.60% | 70.95% |            | ○    |
|      | 井野長英 | 33   | 日本共産党 | 新   | 13,756票  | 6.99%  | 12.86% |            |      |

時の内閣：第1次小泉第2次改造内閣 解散日：2003年10月10日 公示日：2003年10月28日
当日有権者数：29万9034人 最終投票率：58.07% （全国投票率：59.86%（2.63%））
| 当落 | 候補者名 | 年齢 | 所属党派   | 新旧 | 得票数   | 得票率 | 惜敗率 | 推薦・支持 | 重複 |
| ---- | -------- | ---- | ---------- | ---- | -------- | ------ | ------ | ---------- | ---- |
| 当   | 実川幸夫 | 60   | 自由民主党 | 前   | 81,625票 | 48.30% | ――     |            | ○    |
| 比当 | 若井康彦 | 57   | 民主党     | 新   | 75,927票 | 44.93% | 93.02% |            | ○    |
|      | 井野長英 | 31   | 日本共産党 | 新   | 11,435票 | 6.77%  | 14.01% |            |      |

- 実川は以前は9区で活動していた。